# La venjança de la Pantera Rosa
La venjança de la Pantera Rosa (títol original: Revenge of the Pink Panther) és una pel·lícula americano-britànica dirigida per Blake Edwards, estrenada el 1978. És el darrer lliurament de la sèrie de La Pantera rosa rodada per Peter Sellers. Ha estat doblada al català.

## Argument
Clouseau ha esdevingut director de la Sûreté. La French Connection, per mostrar el seu poder als seus « clients », busca eliminar aquest inspector de llegenda. És mort per error en lloc seu un criminal evadit. Clouseau, considerat com a mort, té dret a funerals nacionals. El comissari Dreyfus, ex-superior i «enemic íntim de Clouseau», és alliberat de l'asil psiquiàtric on era internat amb la finalitat de dur la investigació sobre el crim. Per la seva banda, Clouseau, ajudat per Kato, investiga també. Tots es troben a Hong Kong.

## Repartiment
- Peter Sellers: l'inspector principal Jacques Clouseau
- Herbert Lom: l'inspector principal Charles Dreyfus
- Dyan Cannon: Simone Legree
- Burt Kwouk: Cato Fong
- Robert Webber: Philippe Douvier
- Adrienne Corri: Thérèse Douvier
- Tony Beckley: Guy Algo
- Robert Loggia: Al Marchione
- Paul Stewart: Julio Scallini
- André Maranne: el sergent François Chevalier
- Graham Stark: el professor Auguste Balls
- Alfie Bass: Fernet
- Sue Lloyd: Claude Russo
- Michael Bell: Claude Russo (veu)
- Danny Schiller: Cunny
- Douglas Wilmer: el comissari de policia
- Ferdy Mayne: Dr. Paul Laprone
- Lon Satton: Sam Spade

## Premis i nominacions

### Premis
- Evening Standard British Film Awards 1979: Millor comèdia

### Nominacions
- Grammy Awards 1979: Millor album de música escrita per un film o per la televisió per Henry Mancini i Leslie Bricusse

## Al voltant de la pel·lícula
Aquesta pel·lícula és el cinquè lliurament d'una sèrie de vuit pel·lícules realitzades per Blake Edwards :
1. La Pantera Rosa (1963)
2. A Shot in the Dark (1964)
3. La Pantera Rosa torna (1975)
4. La Pantera Rosa torna a atacar (1976)
5. La vengança de la Pantera rosa (1978)
6. Trail of the Pink Panter (1982)
7. La maledicció de la Pantera rosa (1983)
8. Son of the Pink Panter (1993)